# Kashf Foundation
Kashf Foundation — пакистанская некоммерческая организация специализирующаяся на микрокредитах, в первую очередь женщинам на запуск и развитие бизнеса.

## Организация
Kashf Foundation создана в 1996 году Рошане Зафар, после её встречи с Мухаммадом Юнусом, который поделился подробностями своей деятельности с молодой предпринимательницей.
Средства на запуск были получены от Grameen Bank.
Слово «кашф» (англ. kashf; араб. كشف‎) на урду означает «чудо», «откровение», «открытие».
Управляющий директор (президент) Kashf Foundation Рошане Зафар, председатель совета директоров — Мюин Афзал (англ. Mueen Afzal).
Штаб-квартира организации расположена в Лахоре (Пакистан).
На июнь 2013 года в организации работало около 1 672 сотрудников, 44 % из которых женщины.
Среди инвесторов и доноров Kashf Foundation фонд Acumen, выдавший первый транш организации ещё в 2002 году.

## Деятельность
Бизнес-модель Kashf Foundation скопирована с Grameen Bank.
В отличие от прообраза Рошане решила сосредоточиться на бедных женщинах, планирующих заняться микропредпринимательской деятельностью.
Преимущество получают заявки на кредиты от женщин, которые а) имеют низкий доход (60-100 долларов США в месяц); б) проживают в собственных или арендованных домах и не стремятся переехать; в) имеют желание и потенциал стать микропредпринимателем.
Кредиты выдаются членам группы из 25 человек, которые несут солидарную ответственность по погашению обязательств друг друга.
Размер займа варьируется в пределах 165—500 долларов США с процентной ставкой около 20 % годовых.
При положительной кредитной истории размер займа увеличивается.
Позже организация стала предоставлять и другие виды займов, в том числе индивидуальные и на неотложные нужды.
Со временем клиенты Kashf Foundation стали нуждаться в депозитах.
Однако законодательство Пакистана запрещает микрокредитным организациям принимать средства от физических лиц.
Для решения этой проблемы Рошане Зафар создала и возглавила Kashf Microfinance Bank, в ноябре 2013 года переименованный в FINCA Microfinance Bank Limited (см. ФИНКА Интернешнл).
Кроме основной деятельность Kashf Foundation занимается микрострахованием, например, на случай смерти; став первой организацией в регионе, предлагающей подобную услугу.
Kashf Foundation ведёт также просветительскую и пропагандистскую работу в области предпринимательства, прав женщин, здравоохранения и образования.

## Показатели деятельности
В 2003 году Kashf Foundation вышла на самоокупаемость.
К концу 2006 года у организации было более 69 филиалов, 135 000 клиентов и 90 млн открытых кредитных договоров; она была третьей по величине микрофинансовой организацией в Пакистане.
На 2007 год Kashf Foundation было застраховано 600 тыс. жизней.
На июнь 2013 года Kashf Foundation выдала более чем 2,2 млн кредитов на сумму более чем 296 млн долларов США.

## Награды и премии
За воплощение своей миссии Kashf Foundation получила ряд наград и премий, среди них:
- 2014 — Savvy & Successful Women of Pakistan.
- 2014 — Fatima Jinnah Award.
- 2013 — KFC Community Service Award.
- 2012 — Smart Campaign Award for Consumer Protection and Responsible Finance.
- 2012 — National Hero Foundation Women of Inspiration Award.
- 2010 — Vital Voices Global Leadership Award for Economic Empowerment (Рошане Зафар)[7].
- 2009 — USAID One Woman Initiative Award.
- 2008 — Forbes-ranked Top 34 MFI in the World.
- 2007 — Рошане Зафар названа социальным предпринимателем года Фондом Сколла[4].
- 2006 — CGAP Financial Transparency Merit Award.
- 2005 — CGAP Financial Transparency Merit Award.
- 2005 — AGFUND International Prize for Microcredit.
- 2005 — MixMarket 5 Diamond Status for Financial Transparency.
- 2005 — Tamgha-i-Imtiaz[англ.] (Рошане Зафар) от президента Пакистана[10].
- 2003 — Рошане Зафар названа социальным предпринимателем года Фондом Шваба[10].
- 2002 — Grameen Foundation-USA Microfinance Excellence Award.
- 1997 — Рошане Зафар становится одним из первых стипендиатов Фонда Ашока в Пакистане[5].